# Sommer-Universiade 1975
Die Sommer-Universiade 1975 fand vom 18. September bis 21. September 1975 in Rom statt.

## Vergabe
Ursprünglich sollte die Universiade in der jugoslawischen Hauptstadt Belgrad stattfinden. Allerdings zog sich Belgrad neun Monate vor dem geplanten Beginn als Gastgeber zurück. Rom sprang ein, allerdings konnten nur die Leichtathletikbewerbe ausgetragen werden.

## Ergebnisse

### Männer
| Disziplin         | Gold                                                                              | Silber                                                             | Bronze                                                                            |
| ----------------- | --------------------------------------------------------------------------------- | ------------------------------------------------------------------ | --------------------------------------------------------------------------------- |
| 100 m             | Pietro Mennea                                                                     | Charles Hopkins                                                    | Toma Petrescu                                                                     |
| 200 m             | Pietro Mennea                                                                     | Robert Martin                                                      | Thorsten Johansson                                                                |
| 400 m             | Jerzy Pietrzyk                                                                    | Roger Jenkins                                                      | Bryan Saunders                                                                    |
| 800 m             | Waldemar Gondek                                                                   | Pavel Litovchenko                                                  | Mohamed Sid Ali Djouadi                                                           |
| 1500 m            | Thomas Wessinghage                                                                | Steve Heidenreich                                                  | Gheorghe Ghipu                                                                    |
| 5000 m            | Franco Fava                                                                       | Ilie Floroiu                                                       | Julian Goater                                                                     |
| 10 000 m          | Franco Fava                                                                       | Ilie Floroiu                                                       | Jim Brown                                                                         |
| 110 m Hürden      | Charles Foster                                                                    | Eduard Perewersew                                                  | Borisav Pisić                                                                     |
| 400 m Hürden      | Rolf Ziegler                                                                      | Jerzy Hewelt                                                       | Timo Ogunjimi                                                                     |
| 3000 m Hindernis  | Bronisław Malinowski                                                              | Michael Karst                                                      | Kazimierz Maranda                                                                 |
| 4 × 100 m Staffel | SowjetunionNikolay Kolesnikov Juris Silovs Sergey Vladimirtsev Aleksandr Zhidkikh | KanadaMarvin Nash Albin Dukowski Robert Martin Bryan Saunders      | BR DeutschlandKlaus-Dieter Bieler Klaus Ehl Reinhard Borchert Dieter Steinmann    |
| 4 × 400 m Staffel | PolenWaldemar Szlendak Jerzy Pietrzyk Jerzy Hewelt Waldemar Gondek                | JugoslawienMilorad Čikić Ivica Ivičak Milovan Savić Dragan Životić | SowjetunionVladimir Nosenko Pavel Kozban Nikolay Yavtushenko Aleksandr Bratchikov |
| Hochsprung        | Enzo del Forno                                                                    | István Major                                                       | Danial Temim                                                                      |
| Stabhochsprung    | François Tracanelli                                                               | Bruce Simpson                                                      | Renato Dionisi                                                                    |
| Weitsprung        | Grzegorz Cybulski                                                                 | Nenad Stekić                                                       | Aleksey Pereverzev                                                                |
| Dreisprung        | Michał Joachimowski                                                               | Anatoliy Piskulin                                                  | Sergey Sidorenko                                                                  |
| Kugelstoßen       | Bishop Dolegiewicz                                                                | Anatoliy Yarosh                                                    | Waltscho Stoew                                                                    |
| Diskuswerfen      | Markku Tuokko                                                                     | Ferenc Tégla                                                       | Igor Spasovkhodskiy                                                               |
| Hammerwurf        | Aleksey Spiridonov                                                                | Walter Schmidt                                                     | Yuriy Sedykh                                                                      |
| Speerwurf         | Gheorghe Megelea                                                                  | Bill Schmidt                                                       | Ivan Morgol                                                                       |
| Zehnkampf         | Sepp Zeilbauer                                                                    | Philippe Bobin                                                     | Winfried Hartweck                                                                 |

### Frauen
| Disziplin         | Gold                                                                          | Silber                                                              | Bronze                                                                      |
| ----------------- | ----------------------------------------------------------------------------- | ------------------------------------------------------------------- | --------------------------------------------------------------------------- |
| 100 m             | Lyudmila Zharkova                                                             | Mona-Lisa Pursiainen                                                | Patty Loverock                                                              |
| 200 m             | Pirjo Häggman                                                                 | Mona-Lisa Pursiainen                                                | Jelica Pavličić                                                             |
| 400 m             | Pirjo Häggman                                                                 | Inta Kļimoviča                                                      | Jelica Pavličić                                                             |
| 800 m             | Nina Morgunova                                                                | Jozefína Čerchlanová                                                | Nikolina Schterewa                                                          |
| 1500 m            | Ellen Wellmann                                                                | Natalia Andrei                                                      | Rositsa Pekhlivanova                                                        |
| 3000 m            | Natalia Andrei                                                                | Thelma Wright                                                       | Swetlana Ulmassowa                                                          |
| 100 m Hürden      | Grażyna Rabsztyn                                                              | Bożena Nowakowska                                                   | Tatyana Anisimova                                                           |
| 4 × 100 m Staffel | SowjetunionInta Kļimoviča Tatyana Anisimova Marina Sidorova Lyudmila Zharkova | PolenEwa Długołęcka Aniela Szubert Barbara Bakulin Grażyna Rabsztyn | FrankreichCécile Cachera Danielle Camus Jacqueline Curtet Rose-Aimée Bacoul |
| Hochsprung        | Galina Filatowa                                                               | Sara Simeoni                                                        | Alla Fedorchuk                                                              |
| Weitsprung        | Jarmila Nygrýnová                                                             | Dorina Catineanu                                                    | Alina Gheorghiu                                                             |
| Kugelstoßen       | Elena Stojanowa                                                               | Mihaela Loghin                                                      | Rima Makauskaitė                                                            |
| Diskuswerfen      | Maria Vergova                                                                 | Argentina Menis                                                     | Radostina Bakhchevanova                                                     |
| Speerwurf         | Nadezhda Yakubovich                                                           | Kate Schmidt                                                        | Éva Zörgő                                                                   |
| Fünfkampf         | Jane Frederick                                                                | Djurdja Focic                                                       | Olga Rukavishnikova                                                         |

## Medaillenspiegel
| Platz  | Mannschaft         | Gold | Silber | Bronze | Gesamt |
| ------ | ------------------ | ---- | ------ | ------ | ------ |
| 1      | Sowjetunion        | 7    | 5      | 11     | 23     |
| 2      | Polen              | 7    | 3      | 1      | 11     |
| 3      | Italien            | 5    | 1      | 1      | 7      |
| 4      | BR Deutschland     | 3    | 2      | 2      | 7      |
| 5      | Finnland           | 3    | 2      | –      | 5      |
| 6      | Rumänien           | 2    | 6      | 4      | 12     |
| 7      | Vereinigte Staaten | 2    | 4      | –      | 6      |
| 8      | Bulgarien          | 2    | –      | 4      | 6      |
| 9      | Kanada             | 1    | 4      | 2      | 7      |
| 10     | Frankreich         | 1    | 1      | 1      | 3      |
| 11     | Tschechoslowakei   | 1    | 1      | –      | 2      |
| 12     | Österreich         | 1    | –      | –      | 1      |
| 13     | Jugoslawien        | –    | 3      | 4      | 7      |
| 14     | Ungarn             | –    | 2      | –      | 2      |
| 15     | Großbritannien     | –    | 1      | 2      | 3      |
| 16     | Algerien           | –    | –      | 1      | 1      |
| 16     | Nigeria            | –    | –      | 1      | 1      |
| 16     | Schweden           | –    | –      | 1      | 1      |
| Gesamt | Gesamt             | 35   | 35     | 35     | 105    |